# Albert Schmidt (Landschaftsarchitekt)
Albert Schmidt (* 13. Oktober 1933 in Braunschweig) ist ein deutscher Landschaftsarchitekt sowie ehemaliger Beamter für Landesplanung in Nordrhein-Westfalen, vor allem in Recklinghausen, und ehemaliger Hochschullehrer für Ökologie und Landschaftsrecht in Essen.
Der Sohn einer Friedhofsgärtnerfamilie studierte von 1956 bis 1962 Landschaftsarchitektur und Landespflege an der Höheren Gartenbauschule Osnabrück (HGO) und anschließend Städtebau an der TU Hannover. 1963 bis 1964 arbeitete er im renommierten freien Planungsbüro Guther und Stracke (Darmstadt und Düsseldorf). 1965 wechselte er zum Düsseldorfer Stadtplanungsamt.
1971 wurde er Referatsleiter für Landschaftsplanung, Landschaftspflege und Naturparke der Landesregierung von Nordrhein-Westfalen und damit gleich maßgeblich beteiligt an der Verhinderung des Sauerlandrings. Von 1978 bis 1998 führte er als Präsident die Landesanstalt für Ökologie, Bodenordnung und Forsten NRW (LÖBF) in Recklinghausen. Zudem prägte er 28 Jahre lang, von 1980 bis 2008, als Präsident maßgeblich die Entwicklung der Forschungsgesellschaft Landschaftsentwicklung Landschaftsbau (FLL), zuerst in Bad Honnef, später in Bonn, zu einem „Regelgeber für die Grüne Branche“ sowie „Bindeglied zwischen Wissenschaft und Praxis“. 1983 übernahm er außerdem eine Honorarprofessur für „Rechtsgrundlagen der Ökologie und Landschaftsrecht“ an der damaligen Gesamthochschule Essen.

## Auszeichnungen
- 1984: Bundesverdienstkreuz am Bande[2]
- 2004: Bundesverdienstkreuz 1. Klasse[2]
- 2006: Osnabrücker Ehrenmedaille des Freundeskreises Fachhochschule Osnabrück Gartenbau und Landschaftsarchitektur[3]
- 2008: Silberne Landschaft, höchste Auszeichnung des BGL (Bundesverband Garten-, Landschafts- und Sportplatzbau)[2]
- 2008: Ehrenpräsidentschaft der FLL (Forschungsgesellschaft Landschaftsentwicklung Landschaftsbau)[2]